# Aggtelek
Aggtelek (hongrois : Aggtelek [ˈɒɡtɛlɛk]) est une localité hongroise du comitat de Borsod-Abaúj-Zemplén. Elle abrite plusieurs entrées de la grotte de Baradla, l'une des plus célèbres grottes à stalactites du pays. Le 6 décembre 1995, l'UNESCO a inscrit les Grottes du karst d'Aggtelek et du karst de Slovaquie sur la liste du patrimoine mondial, incluant le système souterrain Baradla–Domica ainsi que la grotte Béke.
Ce réseau souterrain, officiellement rattaché à Jósvafő, comprend la grotte de Baradla, la plus longue de Hongrie et d'Europe centrale. Connue et habitée dès la préhistoire, elle se découvre aujourd'hui à travers plusieurs itinéraires de visite, présentés sur le site du Parc national d'Aggtelek.

## Nom et attributs
Le nom Aggtelek est formé à partir du prénom Ag (Og) et du terme telek, désignant une localité dépeuplée lors de l'invasion tatare. La première mention écrite sous cette forme date de 1346. Un document plus ancien, datant de 1295, mentionne la localité sous le nom de novák, un mot d'origine slavonne signifiant « nouveau colon ».

## Site et localisation

### Géologie et géomorphologie

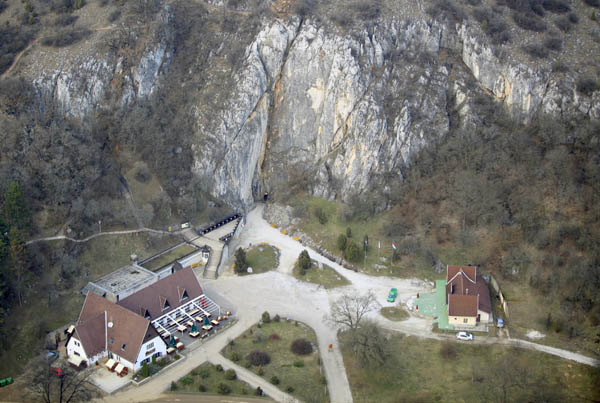
Entrée de la grotte de Baradla.

Le karst d'Aggtelek est la région karstique la plus septentrionale de Hongrie et constitue la partie hongroise du karst de Gömör-Torna. L'ensemble du massif est une zone protégée, intégrée au Parc national d'Aggtelek.
La localité abrite 20 grottes, parmi lesquelles l'entonnoir d'absorption d'Agancsos-rét (Agancsos-réti-víznyelő), la grotte-source de Babot-kút (Babot-kúti-forrásbarlang), le gouffre de Baradla-tető (Baradla-tetői-zsomboly), la grotte de la Paix (Béke-barlang), le terrier du blaireau (Borz-lyuk), la grotte du Cyprès (Ciprus-barlang), le gouffre d'Eger (Eger-zsomboly), le terrier du renard de Haragistya (Haragistyai-rókalyuk), la grotte de Pâques (Húsvét-barlang), la grotte de Lófej-tető (Lófej-tetői-barlang), la grotte du Mustang (Musztáng-barlang), le terrier de Néti (Néti-lyuk), la grotte de Poronya-tető (Poronya-tetői-barlang), la grotte d'absorption de Ravasz-lyuk (Ravasz-lyuk-víznyelő barlangja), le gouffre de Sehova (Sehova-zsomboly), la grotte de l'auge à cerfs (Szarvasól-barlang), la grotte des Cent forints (Százforintos-barlang), la grotte de la carrière de Szőlő-hegy (Szőlő-hegyi-kőfejtő barlangja), la grotte de la Source (Vízfakadás-barlang) et le gouffre de Vörös-tó (Vörös-tói-zsomboly).
La grotte d'Aggtelek a été explorée pour la première fois en 1785 par des savants envoyés par la Société royale de Londres. Ses cavernes, ornées de stalactites spectaculaires, portent des noms évocateurs tels que "La Grande Église", "l'Autel mosaïque", "Sainte Mère de Dieu" ou encore "le Jardin des plantes", une immense salle souterraine de 300 mètres de profondeur, 30 mètres de large et 30 mètres de hauteur.
Le site d'Ördögszántás et le lac d'Aggtelek comptent parmi les curiosités naturelles de la région. Une ancienne chauxnière, située près du lac, témoigne de l'importance historique de la production de chaux, autrefois une source de revenus essentielle pour la localité.

## Histoire
La région est habitée depuis la préhistoire, comme en témoignent les vestiges archéologiques de la culture de Bükk retrouvés sur place. La localité était déjà peuplée à l'époque de la conquête hongroise, mais après l'invasion tatare, elle resta inhabitée pendant plusieurs décennies. Le noyau du village médiéval s'est développé sur une colline allongée s'étendant du nord-ouest au sud-est, à proximité de l'actuel clocher et de l'église. En raison de la faible qualité des terres arables, l'économie locale reposait jusqu'au milieu du XIXe siècle sur l'élevage en montagne, la chaux et l'artisanat textile.
Le 5 juillet 1801, Mihály Vitéz Csokonai visita la grotte de stalactites, accompagné de ses amis István Puky et Gedeon Ragályi.
Sándor Petőfi, lors de son voyage en Haute-Hongrie, s'arrêta ici le 24 mai 1845 et grava son nom sur les parois de la grotte. Il relata son expérience dans son ouvrage Úti jegyzetek (« Notes de voyage »).
En 1858, un incendie ravagea le village, détruisant toutes les maisons sauf l'école et une habitation. L'église resta debout, mais son intérieur fut entièrement consumé par les flammes.
Pendant la Seconde Guerre mondiale, les troupes soviétiques en marche pillèrent la localité.
Dans les années 1950, l'ouverture des mines du bassin houiller de Borsod et le développement de l'industrie lourde de Kazincbarcika créèrent des opportunités d'emploi et apportèrent une prospérité relative à la région. L'agriculture individuelle subsista, malgré deux tentatives infructueuses de mise en place de coopératives agricoles.
Grâce à ses richesses naturelles, la localité possède aujourd'hui une importance touristique majeure. Le 6 décembre 1995, l'UNESCO a inscrit sur la liste du patrimoine mondial les Grottes du karst d'Aggtelek et du karst de Slovaquie, incluant le système souterrain Baradla–Domica ainsi que la grotte Béke.

## Population

### Minorités culturelles et religieuses
Lors du recensement de 2001, la totalité des habitants de la localité s'identifiait comme hongroise.
En 2003, la population s'élevait encore à 665 habitants, mais en l'espace de six ans, ce chiffre a diminué de près d'une centaine.
Lors du recensement de 2011, 88,1 % des habitants se déclaraient Hongrois, 0,2 % Ruthènes et 0,5 % Slovaques (11,6 % n'ont pas répondu ; en raison des identités multiples, le total peut dépasser 100 %). La répartition religieuse était la suivante : 62,8 % de réformés, 14,1 % de catholiques romains, 2,9 % de gréco-catholiques, 0,2 % de luthériens et 3,4 % sans appartenance religieuse (16,2 % n'ont pas répondu).
En 2022, 94,2 % des habitants se déclaraient Hongrois, 0,8 % Slovaques, 0,4 % Allemands, 0,2 % Bulgares, 0,2 % Roms et 0,2 % Ruthènes, tandis que 4,6 % s'identifiaient à une autre nationalité étrangère (5,8 % n'ont pas répondu). Concernant la religion, 49,4 % des habitants étaient réformés, 11 % catholiques romains, 3,8 % gréco-catholiques, 0,4 % d'une autre confession chrétienne, 0,4 % luthériens et 6,9 % sans appartenance religieuse (28,1 % n'ont pas répondu).

## Équipements

### Réseaux extra-urbains
La localité est située à environ 50 km au nord-ouest de Miskolc, près de la frontière slovaque. Ses localités les plus proches sont Trizs (6 km) au sud, Jósvafő (5 km) à l'est et Kečovo (Kecső, en Slovaquie) à 5 km au nord-ouest. La ville la plus proche est Szendrő, à 30 km.
La route 2603, qui traverse la localité, s'étend à la fois sur les collines de Borsod et sur le karst d'Aggtelek. Près de son point kilométrique 28,500, elle donne naissance à la route 26 104, qui mène au principal accès de la grotte et se prolonge jusqu'à la frontière hongro-slovaque. De l'autre côté, elle devient la route 587 en Slovaquie et traverse les localités de Kečovo, Gömörhosszúszó, Pelsőc et Csetnek, jusqu'à Alsósajó et Henckó, au nord-ouest de Rožňava.
Aucune ligne ferroviaire ne dessert directement la localité. La gare de Jósvafő-Aggtelek, située sur la ligne Miskolc–Tornanádaska, porte un nom trompeur, car elle se trouve en réalité sur le territoire administratif de Perkupa, à environ 18 km d'Aggtelek.

## Patrimoine urbain
Le patrimoine architectural de la localité comprend plusieurs édifices historiques. L'église réformée, blanchie à la chaux, présente une façade à pignon, un toit en bâtière et ne possède pas de clocher. À proximité, un clocher indépendant est situé à 200 mètres de l'église. L'église catholique de l'Assomption constitue un autre lieu de culte notable.
Plusieurs espaces d'exposition permettent de découvrir l'histoire et la culture locales. Le musée des stèles funéraires et le parc commémoratif des kopjafas rendent hommage aux traditions funéraires de la région. La maison paysanne expose une chambre de paysan du début du XXe siècle, servant à la fois de cuisine et de pièce de vie, meublée d'objets d'époque et d'une riche collection textile. Sur réservation, il est possible d'y goûter des plats traditionnels cuits sur un four à bois. La Maison des traditions, avec des expositions renouvelées chaque année, illustre diverses activités agricoles et artisanales et met en lumière l'influence réciproque entre l'homme et son environnement dans cette région protégée.
La ferme ouverte du 49, rue Kossuth Lajos, aménagée en 2007 comme attraction touristique, accueille chaque année plusieurs événements du festival de Gömör-Torna. L'ancien hangar à foin a été transformé en scène de spectacle, où se produisent des artistes locaux, tandis que l'ancienne étable sert de galerie d'exposition pour des expositions temporaires variées.
Le Parc national d'Aggtelek propose de nombreuses randonnées en surface et en souterrain, permettant d'explorer les paysages karstiques uniques de la région.
Un ancien hôtel de voyageurs, mentionné pour la première fois en 1793 par le comte Domokos Teleki, se trouvait autrefois en face du clocher, de l'autre côté de la route. Sándor Petőfi y séjourna également lors de sa visite à la grotte de Baradla. Ce bâtiment à un étage, au rez-de-chaussée occupé par une auberge et à l'étage par des chambres, fut démoli en 1974, en raison de son état de délabrement.

## La ville dans les représentations
Aggtelek est l'un des lieux brièvement mentionnés dans la nouvelle de Kálmán Mikszáth, Comment suis-je devenu écrivain ? (Hogyan lettem én író?).
La localité sert également de cadre principal à la nouvelle Le berger d'Aggtelek (Az aggteleki pásztor) de Gábor Lipták.
Selon la tradition, le propriétaire de l'ancien auberge d'Aggtelek aurait inspiré le personnage du célèbre tavernier Mózsi Schwarz, dans la pièce populaire Le vaurien du village (A falu rossza) d'Ede Tóth, né à Putnok.